# Ghiacciaio Hansen (Terra di Ellsworth)
Il ghiacciaio Hansen (in inglese: Hansen Glacier) è un ghiacciaio vallivo lungo circa 19 km situato sulla costa di Zumberge, nella parte occidentale della Terra di Ellsworth, in Antartide. In particolare, il ghiacciaio, il cui punto più alto si trova a circa 2.300 m s.l.m., si trova sul versante orientale della catena principale della dorsale Sentinella, nei Monti Ellsworth. Da qui esso fluisce verso nord-est a partire dal fianco orientale del monte Tuck, scorrendo tra la dorsale Veregava, a nord, e le cime Doyran, a sud, fino ad unire il proprio flusso a quello del ghiacciaio Dater, poco a ovest del picco Dickey. Prima di questo congiungimento, al flusso del ghiacciaio Hansen si unisce da sud quello di un suo tributario, il ghiacciaio Valoga.

## Storia
Il ghiacciaio Hansen è stato mappato dallo United States Geological Survey grazie a ricognizioni terrestri dello stesso USGS e a fotografie aeree scattate dalla marina militare statunitense nel periodo 1957-59 ed è stato poi così battezzato dal Comitato consultivo dei nomi antartici in onore di Herbert L. Hansen, un meteorologo di stanza alla base Amundsen-Scott nel 1957.